# 용 (성씨)
용(龍)씨는 한국의 성씨이다. 2015년 기준 남한의 인구는 14,483명이다. 대종은 홍천 용씨가 유일하다.

## 연원
홍천 용씨(洪川龍氏)의 시조는 고려 고종 때 문하시중 용득의(龍得義)이다. 그는 팔만대장경을 제작하는 일을 감독, 지휘 하였으며, 강원특별자치도 홍천군 북방면에 용수사(龍遂寺)를 창건하여 불전 전수, 불교 전파를 위해 헌신하였다. 이후 후손들은 강원특별자치도 홍천(洪川)에 정착하여 홍천을 본관으로 하였다. 《삼국사기》에 신라 문무왕 때의 대아찬 용장(龍長), 고려 태조 때의 장군 용길(龍吉) 등의 이름이 보이지만 용씨와의 관계는 알 수 없다. 그 밖에 조선 명종 시기 야사집인 삼한습유기(三韓拾遺紀)에는 용씨와 신천 강씨가 본래 고구려 비류수(현재 중국 만주 혼강) 상류에 위치한 비류국 출신이라 기록되어 있는데 비류국은 동명성왕의 정복 후에 오부 중 왕가를 배출한 계루부 다음으로 강대한 세력을 가졌던 연노부(비류나부)가 된다.